# Абу Абдуллах Мухаммад ібн Тумарт
Абу Абдуллах Мухаммед ібн Тумарт(араб. ابو عبد الله محمد بن تومرت ;1078 — 1130) — перший видатний мусульманський богослов, засновник руху Альмохадів, виходець безпосередньо із берберів.

## Біографія
Наскільки нам відомо народився ібн Тумарт в кінці XI століття в гірському районі на півдні Марокко, ймовірно в Анти — Атласі. Сім'я, належала до давньої аристократії, була дуже благочестивою. Пізніше, шляхом хитрості, через Ідрісидів вони почали вести свій родовід від Пророка.
Вже з юних років ібн Тумарт надзвичайно цікавився релігією . Він добросовісно відвідував мечеть і рано відчув потяг до науки, тому, мабуть через це він отримав прізвище «світич» (أسفير). Безсумнівно, це допомогло йому завоювати авторитет сере своїх одноплемінників. Приблизно між 1105—1110 роками ібн Тумарт їде з рідного селища на Схід, для подальшого навчання. Є припущення, що він прибув до Іспанії, щоб вивчати твори кордовського богослова Ібн Хазма, адже існує багато спільних поглядів захіритського вченого та альмохадського махді. Наприклад, у обидвох неприязнь до індивідкальної думки, заснованій на вільних висновках (ра'й) і посилаються тільки на Священну книгу (Кітаб), Перекази (Сунна) та згода общини (іджма).

### Подорожі на Схід
Зустрічаємо ми ібн Тумарта на Сході, однак ми не можемо простежити його шлях за джерелами, невідомо також чи здійснив він паломництво у Мекку(більшість схиляється до негативної відповіді). Точно відомо, що він поповнив свої знання у Багдаді або Дамаску. Там він вивчав науку про корені фікха (усуль аль-фікх), яка повністю випадала із поля зору магрибських малікітів, які признавали лише прикладний фікх (фуру аль — фікх).
Ібн Тумарт наполегливо вивчав теологію аль- Ашари — засновник ортодоксального схоластичного богослов'я (калам). Завдяки методу алегоричних тлумачень (тавіль) він навчився вирішувати болісні протиріччя між вірою в духовну сутність і в нематеріальність божества і антропоморфними висловленнями з Корану. Він повністю прийняв ашаритську догматику, яка за його сприянням засіла в Магрибі.
Через 10 років після від'їзду з Ігліза ібн Тумарт відправився назад в Марокко; по дорозі він затримався в Александрії, яка в цей час була великий центром ашаритського богослов'я. Можливо, діставшись до Тунісу, він висадився в Махдії. Пізніше легенда показала події так, наче він розбив глечики з вином на борту, читав настанови екіпажу і обернув у віру найбільш впертих, заспокоїв сильну бурю лише своїм голосом. Цілком імовірно, що на цей час ідеї ібн Тумарта ще не склалися в систему і він ще не вважав себе безгрішним імамом, а тільки борцем проти аморальності. Без сумніву, він був занадто впевнений у своєму красномовстві, щоб не відчувати спокуси проповідування по дорозі. Його учень Аль — Байдак каже, що він як слід приструнив факіфів Тунісу, повчав факіфів Констянтини, що не можна накладати два покарання за один проступок і вичитував жителів Бужа за їх пристрасть наслідувати франтівство і вільним характерам мусульман Іспанії.
Його енергійні виступи викликали таку реакцію, що він подумав, що краще покинути хаммадидську столицю і переселитись в Малал — невелике село на окраїні Бужа. Його усамітнення двічі плодотворніше: перш за все тому, що разом зі своїми учнями він розробив своє вчення, уточнив цілі своєї місії, і лише потім, тому що до нього прийшов Абд аль — Мумін — людина, послана провидінням, якому належало здійснити його наміри.

## Вчення махді
Мораль, з якою ібн Тумарт почав свою діяльність реформатора. характеризувалась крайньою суворістю і прагненням керуватись перш за все джерелами, тобто Кораном та Переказами. Так, наприклад, рекомендувалося розділяти статі, стримуватися від всякий збуджуючих напоїв і всяких заборонених розваг (в тому числі і танців), скромний одяг для жінок і т. д. Це все не було новим з точки зору доктрини, але, якщо вірити Аль — Байдаку і більш пізнім хроністам, магрибська мораль від Туніса до Марракеша практично зовсім відрізнялась. Таким чином, ібн Тумарт проповідував корінну реформу моральності, результати якої і до сьогодні видно в Північній Африці.
Основою основ його богослов'я являється утвердження єдності Бога (таухід), від якого і походить назва прихильників цього вчення — аль — муваххідун або альмохади (проголошуючі єдність Бога). З іншої сторони, Бог є духом, і ці місця в Корані, де говориться про слух чи зір Творця, повинні мати алегоричне тлумачення (тавіль).

## Заснування альмохадської спільноти
Перебування в Маллалі не могло тривати вічно. Одного разу ібн Тумарт зустрів двох паломників із Атласу, які йшли на Схід. Він поставив їм декілька запитань їхньою мовою, бо арабської вони не розуміли. Без сумніву, їх відповіді показали йому, що існує глухе невдоволення берберів Атласу, яке налаштовувало їх проти альморавідів рівнини. "Коли настав вечір, — розказує аль — Байдак — учитель сказав нам: «Готуйтесь до подорожі в Магриб, якщо Аллаху буде завгодно». Так було покладено початок славі та могутності альмохадів.
Вбогий караван, з десятком людей рушив на Захід через Уарсеніс, Тлемсен, Уджду, Герфіс та Фес. Всюди ібн Тумарт виглядав як дотримувач моралі, а не як махді. Часто йому вдавалось вселити пошану до своїх проповідей, однак іноді траплялися випадки спротиву, наприклад, в селі в районі Тази йому погрожували побиттям палицями, якщо він не забереться. В такому випадку ібн Тумарт не наполягав, а продовжував свою подорож.
Коли він дістався до Марракеша, взірцем для себе та общини він взяв життя Пророка Мухаммеда та його перших прихильників. Схожий на Пророка він діяв як духовний керівник, суддя, керуючий армією, а також берберський вождь, який добре знає своїх людей та їх звичаї.
Ібн Тумарт створив суспільну організацію, про яку, на жаль, ми маємо дуже мало свідчень. Вона складалась, мабуть, із такий елементів:
1. «Дім» Махді (ахль ад-дар) — приблизно два десятки людей, в тому числі три брати ібн Тумарта, які створювали, так би мовити штаб, і залежали повністю від нього.
2. Дві «ради» — Рада із Десяти та Рада П'ятдесяти.
3. На випадок воєнних оглядів і для побудови в бойовий порядок племена розділялись на розряди по строгій ієрархічній системі. Першим йшло плем'я харга, тобто плем'я, до якого належав махді, після них йшли жителі Тінмеля, а вже за ними слідували гірські племена; «абід» — очевидно «чорні раби» — замикали похід.
4. Всередині кожної із груп існувала своя ієрархія, обґрунтовувалась не за етнічною приналежністю, а за обов'язками кожної особи.

Ібн Тумарту вдалось організувати в Атласі державу з грошовими засобами, які поступали зі збору податків і фанатичним військом, яке було готова до нещадної війни з альморавідами.
Ібн Тумарт серйозно захворів і під приводом необхідності усамітнитись закрився у своєму домі. Через чотири місяці він помер (1128 рік або грудень 1130).